# Экономика должна быть экономной
«Эконо́мика должна́ бы́ть эконо́мной» (полный текст звучал так: «Экономика должна быть экономной — таково требование [времени]») — тезис (впоследствии ставший политическим лозунгом), прозвучавший 23 февраля 1981 года на XXVI съезде КПСС в отчётном докладе Л. И. Брежнева.
Автором доклада и, соответственно, автором этого лозунга является постоянный спичрайтер генсека Александр Бовин, хотя позже в мемуарах он не претендовал на авторство («в памяти не сохранилось, кто начертал этот лозунг»), отмечая, что текст готовили трое: он, Арбатов и Иноземцев.

Но может быть, не столь важно, кто написал, сколько — правильно ли написано. Я утверждаю, что правильно.

Речь шла о том, что наша экономика слишком расточительная. Кстати, в начале XXI века задача эта стала ещё более актуальна.— Александр Бовин
Тезис не является тавтологией («масло масляное»), тавтологический вариант звучал бы: «экономика должна быть экономической» или «экономия должна быть экономной»; экономика и экономность — разные понятия, и в данном же случае речь идёт об экономности — то есть бережливости, об умении ресурсы именно экономить, рационально использовать любые материальные ценности.

Именно к этому призывал довольно неуклюжий по форме, но содержательно правильный и полезный советский лозунг «Экономика должна быть экономной». — Игорь Милославский, доктор филологических наук (1982), профессор кафедры русского языка филологического факультета МГУ (1985–1993)
Математик И. Ф. Шарыгин говорил, что «с моей точки зрения, абсолютно верное утверждение и даже вовсе не бессмысленное».
Тезис прозвучал в отчётном докладе на XXVI съезде КПСС, в котором по итогам работы девятой и десятой пятилеток в преддверии одиннадцатой пятилетки утвердил «Основные направления развития народного хозяйства СССР на 1981—1985 гг.», ознаменовал собой в изменившихся условиях один из новых принципов экономической стратегии партии на предстоящий период — теперь экстенсивная производительность труда сменялась бережливым производством.
Как писал, раскрывая содержание тезиса, экономист Александр Бирман: если раньше при экстенсивном количественном росте можно было мириться с неизбежным процентом потерь ради скорости экономического роста, и эти потери не были критичны, то теперь — когда за предыдущее десятилетие экономика практически удвоилась — с увеличением масштабов производства удвоилось и содержание одного процента потерь. После бурного экстенсивного роста актуально стало интенсивное развитие — по многим товарам больше не нужно дальнейшего увеличения количества, важнее стало повышение качества, более эффективное использование того, что уже имеется — хозяйствовать лучше, более экономно, с пользованием имеющихся резервов.

«Экономика должна быть экономной — таково требование времени», — говорил на XXVI съезде КПСС Леонид Ильич Брежнев. Чем продиктована данная постановка вопроса? Разве до XXVI съезда — может спросить читатель журнала экономика не должна была быть экономной? Разумеется, мы всегда стремились следовать этому принципу. Но по разным причинам ему не придавалось столь важного, как сейчас, поистине основополагающего значения. Что же изменилось? Изменилась экономическая ситуация, а именно: благодаря динамичному, поступательному народнохозяйственному развитию наш экономический потенциал за 70-е годы практически удвоился!

Экономная экономика — всего два слова, но в них формула экономической политики нашей страны в нынешние, 80-е годы, девиз, выражающий суть экономической стратегии государства и определяющий экономическую тактику для каждого предприятия и каждого работника.— Александр Бирман, журнал «Наука и жизнь», 1982